# Taudactylus
A Taudactylus a kétéltűek osztályának békák (Anura) rendjébe és a Myobatrachidae családba tartozó nem.

## Rendszerezés
- Taudactylus acutirostris  (Andersson, 1916)
- Taudactylus diurnus  Straughan & Lee, 1966
- Taudactylus eungellensis  Liem & Hosmer, 1973
- Taudactylus liemi Ingram, 1980
- Taudactylus pleione Czechura, 1986
- Taudactylus rheophilus Liem & Hosmer, 1973